# Caleana major
Genre
Espèce
Classification phylogénétique
Caleana major est une espèce de plante de la famille des Orchidaceae. C'est une plante terrestre originaire d'Australie. Elle est monotypique dans son genre.
Cette espèce est nommée "orchidée canard volant" en raison de sa fleur. En effet elle ressemble à un canard en vol avec le pétale supérieur représentant la tête un bec bien visible. Elle est fécondée par le symphytes mâle de façon similaire à la Drakaea.

## Répartition et habitat
On la trouve au Queensland, en Nouvelle-Galles du Sud, au Victoria, en Tasmanie et Australie-Méridionale. On la trouve sur le sol dans les terrains sablonneux et granitiques dans les landes et les forêts à des altitudes allant du niveau de la mer à 600 mètres.

## Description
C'est une orchidée de taille petite à moyenne, préférant le froid à la chaleur avec une seule feuille allongée de 12 cm de long, de couleur verte sur le dessus, rouge sur le dessous. Les fleurs sont portées par une hampe érigée avec inflorescence de 1 à 5 fleurs, de 15 à 40 cm de long, les fleurs font de 2 à 6,25 cm de diamètre. La floraison a lieu au printemps et en été.

## Synonymes
- Caleana minor R. Br. 1810
- Caleya minor R.Br. 1826;
- Caleya major (R.Br.)

## Galerie

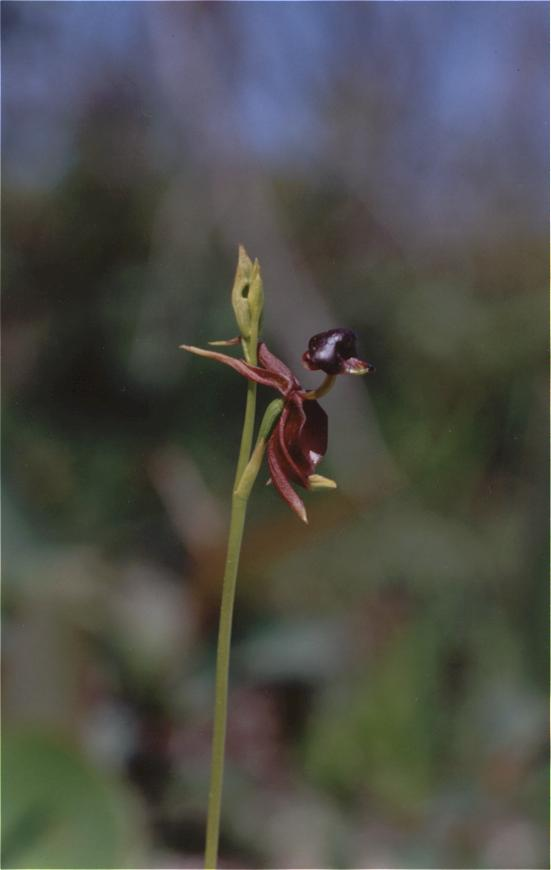
Canard en vol
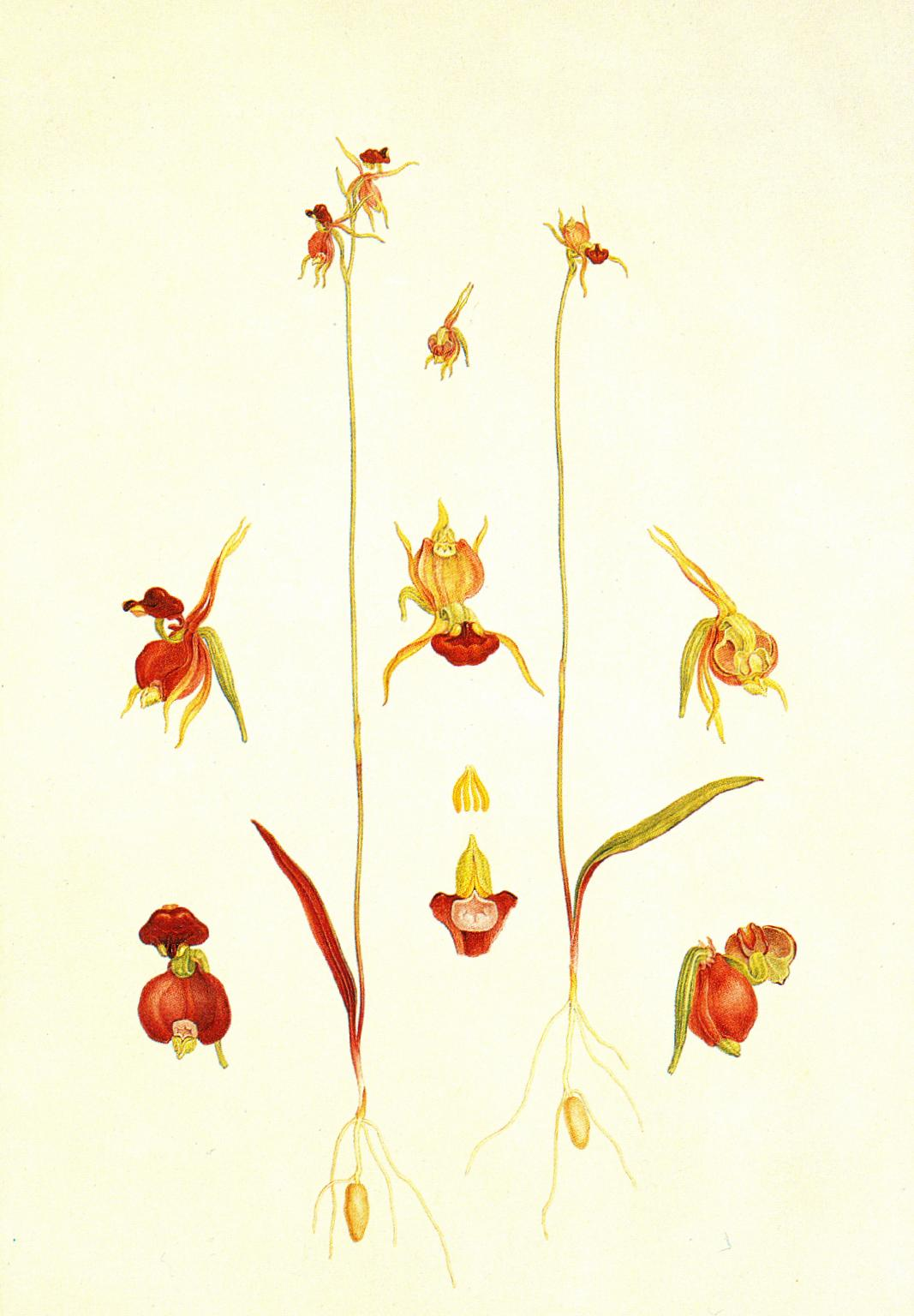